# ادم-لی-ورسل

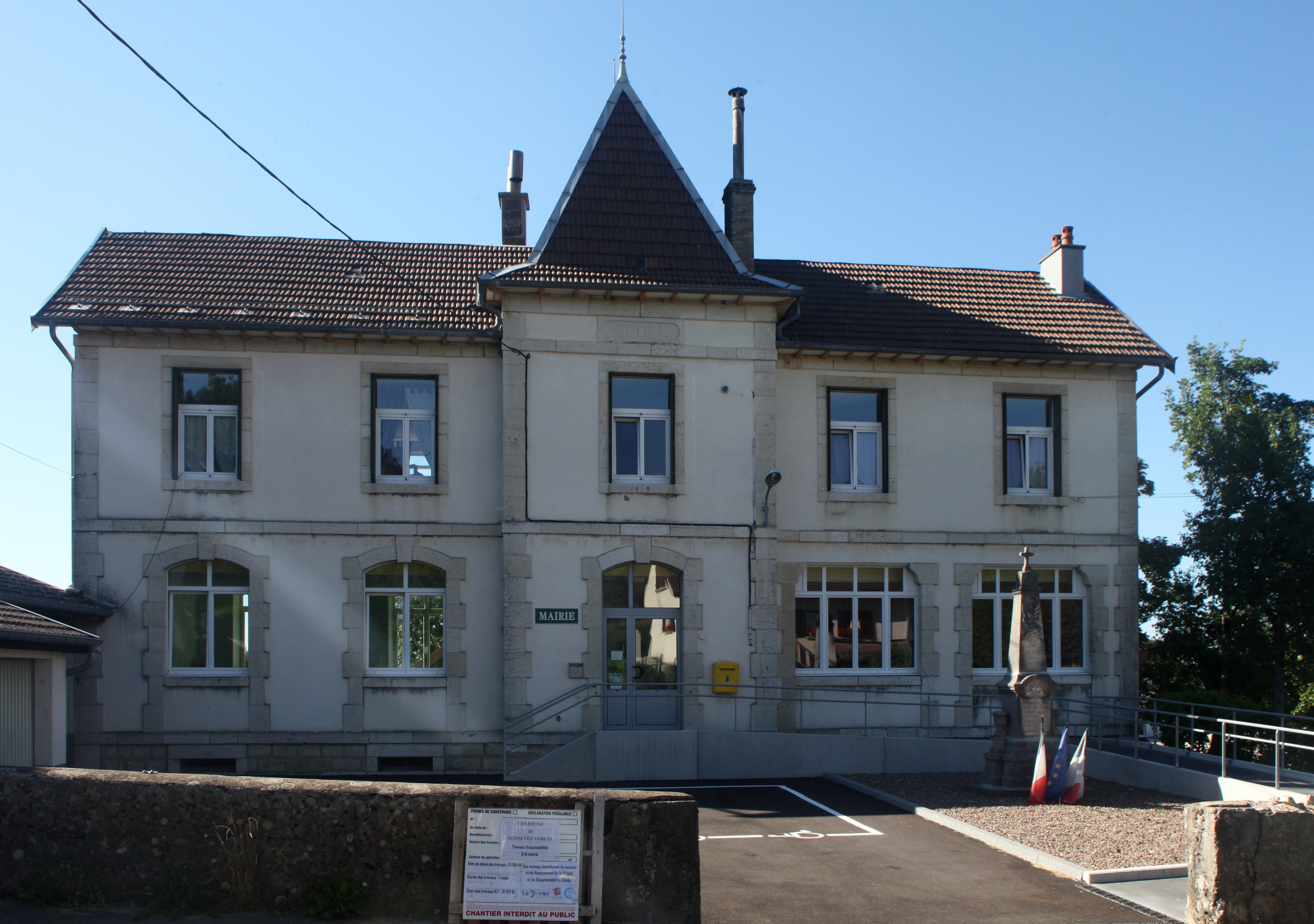
تالار شهر ادم-لی-ورسل

ادم-لی-ورسل (به فرانسوی: Adam-lès-Vercel) یک کمون در فرانسه است که در Canton of Vercel-Villedieu-le-Camp واقع شده‌است.

## خصوصیات
ادم-لی-ورسل ۳٫۱۹ کیلومترمربع مساحت و ۹۸ نفر جمعیت دارد.